# Povčeno
Povčeno je naselje u slovenskoj Općini Laškom. Povčeno se nalazi u pokrajini Štajerskoj i statističkoj regiji Savinjskoj. 

## Stanovništvo
Prema popisu stanovništva iz 2002. godine naselje je imalo 55 stanovnika.